# Vi racconto l'astronomia
Vi racconto l'astronomia è un libro scritto dall'astrofisica Margherita Hack.
Ispirata dalle tante e-mail e lettere che riceve giornalmente, l'autrice si propone di spiegare le leggi che regolano l'universo e di invogliare i non addetti ai lavori a familiarizzare con stelle, pianeti, buchi neri e galassie andando a ritroso nel tempo di 13 miliardi di anni.

Corredato da foto e disegni, il libro ripercorre la storia dell'astronomia e dei suoi principali strumenti di indagine, espone la teoria del Big Bang, la nascita del nostro sistema solare, la radiazione cosmica ed il Big Crunch. L'ultimo capitolo è dedicato ad una possibile vita extraterrestre, alla quale Margherita Hack crede fermamente.

## Edizione
- Margherita Hack, Vi racconto l'astronomia, Laterza, 2007. ISBN 8842074322 (15ª edizione)[3]